# Discovery Bay
Pour les articles homonymes, voir Discovery Bay (homonymie).

Localisation de Discovery Bay

Discovery Bay (Baie de la découverte) est une zone résidentielle de Hong Kong située sur l'île de Lantau. Elle couvre une surface de 650 hectares, et inclut les baies de Tai Pak (大白灣) et Yi Pak (二白灣). Sa population d'environ 18 000 habitants (en 2011) est en partie constituée d'une importante communauté d'expatriés.

Elle se situe sur la côte nord-est de l'île de Lantau dans les Nouveaux Territoires, à 2 kilomètres à l'ouest de Hong Kong Disneyland et approximativement 12 kilomètres à l'ouest du point le plus proche de l'île de Hong Kong. Ses coordonnées géographiques sont 22° 17′ 44″ N, 114° 00′ 59″ E.

Elle est actuellement (avril 2009) constitué de treize niveaux de densité d'habitations allant de maisons individuelles avec jardin jusqu'à des tours de 24 étages. Il y a également deux "plazas" regroupant des commerces et des restaurants, une plage privée longue de 400 mètres (accessible au public, mais sans sauveteur présent), plusieurs clubs de loisirs comme le club de golf, et un parc public (Siena Central Park). (L'absence relative d'installations de loisirs provoque le mécontentement de certains habitants en particulier en raison du fait que le constructeur de cette zone résidentielle a l'obligation de fournir 300 000 mètres carrés d'installations de loisirs dans le cadre du plan d'aménagement d'origine) (http://www.aud.gov.hk/pdf_e/e43ch06_summary.pdf).

Bien que la baie soit connue à Hong Kong pour avoir une faible densité de population en raison de la quantité d'espaces ouverts, elle est cependant le deuxième quartier le plus peuplé (après la Nouvelle Ville de Tung Chung) sur l'île de Lantau. Contrairement à beaucoup d'autres zones de Hong Kong, les animaux de compagnie sont admis dans la baie, alors que dans d'autres zones ils sont en général interdits en raison du peu de place.

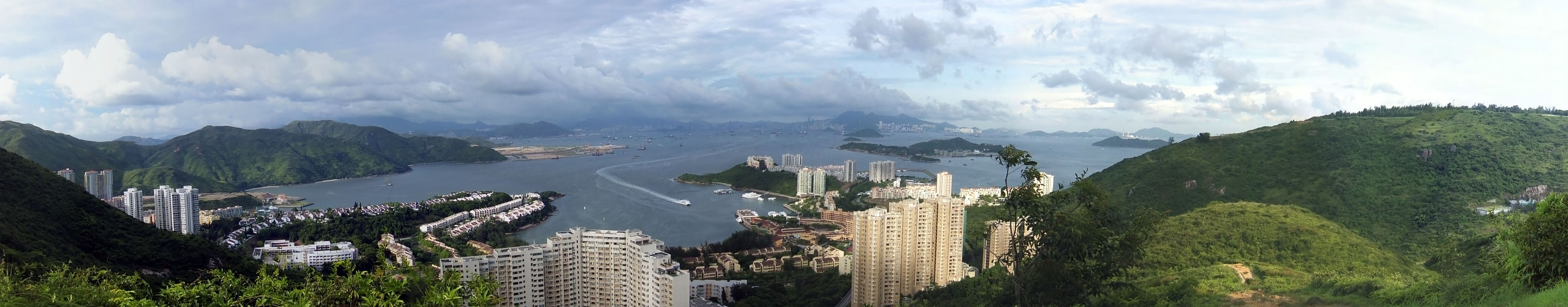
Baie Tai Pak; Baie Discovery, Hong Kong